# Orientalisch-orthodoxe Kirchen

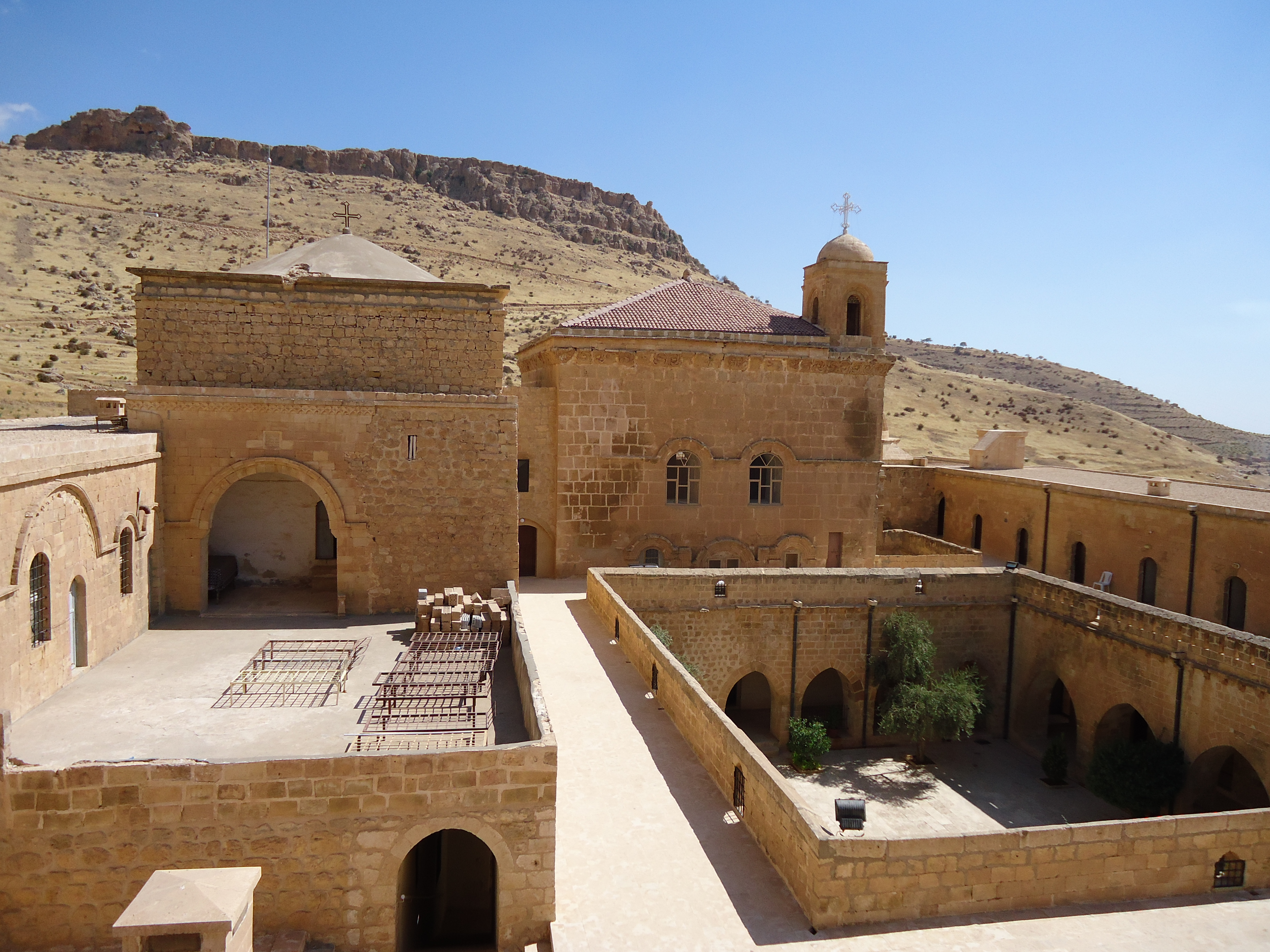
Syrisch-orthodoxes Kloster Dayro d-Mor Hananyo, seit 493 n. Chr. ein christliches Kloster im Tur-Abdin-Gebirge

Als orientalisch-orthodoxe Kirchen oder altorientalische Kirchen werden im Wesentlichen jene Ostkirchen bezeichnet, die sich nach dem Konzil von Ephesos (431) oder nach dem Konzil von Chalcedon (451) von der römischen Reichskirche trennten. Bei den „Altorientalen“ handelte es sich zum einen um Landeskirchen außerhalb der Grenzen des Oströmischen Reichs („Nationalkirchen“), zum anderen um gegen den konstantinopolitanischen Zentralismus gerichtete regionale Bewegungen im byzantinisch beherrschten Armenien, Ägypten, Georgien und Syrien, die dort sowohl Griechen wie Kopten oder Assyrer (Aramäer) vereinten („Oppositionskirchen“). Die Trennung hatte neben dogmatischen auch politische Gründe. Einen alle diese Gruppen vereinenden „Altorientalismus“ gibt es weder theologisch noch historisch.

## Begriff
Die Benennung und Zuordnung ist in der deutschsprachigen Literatur nicht einheitlich. In neueren Überblickswerken werden meist die dogmatisch gegensätzlichen miaphysitischen und dyophysitischen Kirchen (siehe den nächsten Abschnitt) als gemeinsame Gruppe angesehen und teils als „altorientalische Kirchen“, teils als „orientalische (orthodoxe) Nationalkirchen“, teils als „orientalisch-orthodoxe Kirchen“ bezeichnet. Volker Leppin nennt nur die miaphysitischen Kirchen „orientalisch-orthodoxe Kirchen“; gemeinsam mit den dyophysitischen Kirchen bilden sie die „altorientalischen Kirchen“.
Die im Deutschen lange Zeit vorherrschende Bezeichnung war „altorientalische Kirchen“, das heißt „alte Kirchen des Orients“ (nicht „Kirchen des Alten Orients“). Da es sich aber zum einen um Kirchen der Gegenwart handelt und zum anderen deren Theologie nach eigenem Verständnis orthodox (= rechtgläubig) ist und als solche im ökumenischen Dialog (mit Byzantinisch-Orthodoxen und Katholiken) anerkannt ist, wird in jüngerer Zeit die Benennung „orientalisch-orthodoxe Kirchen“ bevorzugt. Eine weitere gebräuchliche Bezeichnung, die auch von manchen dieser Kirchen übernommen worden ist, lautet „vorchalkedonensische Kirchen“.
Im ÖRK bilden nur die miaphysitischen Kirchen, die auch in ökumenischen Dialogen gemeinsam auftreten, die Kirchenfamilie der Oriental Orthodox Churches.

## Einzelne Kirchengemeinschaften
Zu den orientalisch-orthodoxen Kirchen werden gezählt:
- die im Westen so genannten „monophysitischen“ (genauer „miaphysitischen“) Kirchen, die miteinander in Kirchengemeinschaft stehen 
  - Koptische Kirche (in Ägypten und der Diaspora)
    - Britisch-Orthodoxe Kirche, seit 2015 wieder von der Koptischen Kirche getrennt
    - Französisch-Koptisch-Orthodoxe Kirche (Eglise copte orthodoxe de France[7])
    - Keltisch-Orthodoxe Kirche

  - Syrisch-Orthodoxe Kirche von Antiochien mit ihrem indischen Teil, der Malankara Syrisch-Orthodoxen Kirche (Thomaschristen)
  - Äthiopisch-Orthodoxe Tewahedo-Kirche
  - Armenische Apostolische Kirche
  - Eritreisch-Orthodoxe Tewahedo-Kirche
  - Indisch-Orthodoxe Kirche (= Malankara Orthodox-Syrische Kirche, Thomaschristen, vor allem in Kerala)[8]
    - Brahmavar Orthodox-Syrische Kirche (in Goa)
- Unabhängige Syrische Kirche von Malabar, die nicht mit den obigen Kirchen in Kirchengemeinschaft steht, sondern mit der Anglikanischen Gemeinschaft und der Mar-Thoma-Kirche

- Eine Sonderstellung nehmen die dogmatisch entgegengesetzten „nestorianischen“ (besser dyophysitischen) Kirchen ein, die bisweilen nicht zu den orientalisch-orthodoxen Kirchen gezählt werden
  - Assyrische Kirche des Ostens mit ihrem indischen Teil, der Chaldäisch-Syrischen Kirche des Ostens
  - Alte Kirche des Ostens

Gewöhnlich nicht zu den altorientalischen Kirchen zählt man sämtliche Kirchen oder Teilkirchen, die das Chalcedonense oder den byzantinisch-konstantinopolitanischen Ritus angenommen haben, die Georgische Orthodoxe Kirche sowie die meist in der Neuzeit entstandenen katholischen Ostkirchen. Eine umfassendere Übersicht über alle Ostkirchen und ihre heutige Rituszugehörigkeit bietet der Artikel vorreformatorische Kirchen.

## Kontakte und Zusammenarbeit
Die orientalisch-orthodoxen Kirchen standen während vieler Jahrhunderte über die jeweiligen Patriarchatsgrenzen (Haupt- und Tochterkirchen) hinweg nur in sehr unregelmäßigem Kontakt miteinander. Nur Kopten und Äthiopier hatten relativ regelmäßige und enge Verbindung, da zum Metropoliten von Äthiopien („Abuna“) bis in das 20. Jahrhundert stets ein vom alexandrinischen Patriarchen entsandter Kopte bestellt wurde. Das Selbstverständnis der „monophysitischen“ Kirchen als Teile einer Konfession entstand größtenteils erst im 20. Jahrhundert.
Vom 15. Januar bis 21. Januar 1965 trafen sich Oberhäupter und Kleriker aller orientalisch-orthodoxen Kirchen (bis auf die Assyrische Kirche des Ostens und die Alte Kirche des Ostens) in Addis Abeba zu einer Konferenz. Das war das erste Treffen dieser Art seit dem Konzil von Ephesos. Die Kirchen bekräftigten ihre Zusammenarbeit und bildeten Strukturen dafür. 1989 und 1990 verabschiedete eine gemeinsame Kommission der orientalisch-orthodoxen und der byzantinisch-orthodoxen Kirchen zwei Konsensdokumente über die Christologie. Seit 1998 agieren die Koptische Kirche, die Armenische Apostolische Kirche und die Syrisch-Orthodoxe Kirche von Antiochien in den ökumenischen Dialogen gemeinsam als eine Konfessionsfamilie.
Die in Deutschland lebenden altorientalischen Christen werden seit 2013 durch den Zentralrat Orientalischer Christen in Deutschland vertreten.

## Lehre
Die „miaphysitischen“ orientalisch-orthodoxen Kirchen sind in Lehre und Liturgie den byzantinisch-orthodoxen Kirchen ähnlich, betonen aber stärker die Einheit der göttlichen und der menschlichen Natur in Jesus Christus. Sie erkennen deshalb nur drei ökumenische Konzilien an: das erste Konzil von Nicäa (325), das erste Konzil von Konstantinopel (381) und das Konzil von Ephesos (431). Das vierte ökumenische Konzil, dasjenige von Chalkedon (451), erkennen die „miaphysitischen“ Kirchen nicht an, da es die Zweinaturenlehre annahm.
Die Assyrische „Kirche des Ostens“ und die aus ihr hervorgegangene Alte Kirche des Ostens erkennen nur die ersten zwei dieser Konzilien an und unterscheiden sich in ihrer gottesdienstlichen Ordnung merklich von den anderen Kirchen. Als einzige Ostkirchen kennen sie (heute) nur wenige Ikonen. In theologischer Hinsicht bilden sie einen Gegenpol zu den anderen altorientalischen Kirchen – sie betonen stärker die Unvermischtheit der göttlichen und menschlichen Natur in Christus und betiteln Maria als „Mutter Christi“, nicht als „Mutter Gottes“.

## Sakralsprachen
Die Sakralsprache ist die jeweilige antike Volkssprache (Syrisch-Aramäisch, Koptisch, Armenisch, Altäthiopisch, Altnubisch). Manche Kirchen verwenden auch andere Sprachen im Gottesdienst, so vor allem das Arabische, das Malayalam und moderne westliche Idiome.

## Aktuelle Situation
Durch Flüchtlingswellen, Emigration und Übertritte zum Islam haben die orientalisch-orthodoxen Kirchen in ihren Stammländern viele Mitglieder verloren. Mit Ausnahme der heutigen Republik Armenien, Eritreas und Äthiopiens sind sie heute Minderheitenkirchen. Die christlichen Minderheiten sind verschiedenen offiziellen und inoffiziellen Benachteiligungen ausgesetzt, wie es zum Beispiel in Ägypten der Fall ist, wo es gleichzeitig seit den 1970er Jahren eine Reformbewegung gibt, die durch in die USA emigrierte Kopten unterstützt wird. Dies ist dadurch möglich geworden, dass sich orientalisch-orthodoxe Kirchen durch Emigration im westlichen Kulturkreis verankern konnten. Die Assyrische Kirche hat sogar ihren Hauptsitz inzwischen nach Chicago verlegt.